# 旭川レーシングセンター
旭川レーシングセンター（あさひかわレーシングセンター）は、北海道旭川市にあったホッカイドウ競馬の場外勝馬投票券発売所。
本項目では2012年まで併設していた競輪場外車券売場「サテライト旭川（サテライトあさひかわ）」と、2013年より開設している「J-PLACE旭川（ジェイプレイスあさひかわ）」についても記述する。

## 歴史
1987年10月に、ボウリング場だった建物を改装して開設。翌年に開設されたハロンズ岩見沢とともに、居住快適性を重視した滞留型の大型場外施設として定着。2006年度までばんえい競馬の運営実務を担っていた一部事務組合「北海道市営競馬組合」の事務所も併設していた。施設を運営する北海道レーシングセンターは西山牧場の関連会社で、グループ他社からの出向なども行われていた。
旭川レーシングセンターが開設された時期は、ばんえい競馬・ホッカイドウ競馬ともに馬券売上のシェアが開催本場中心から場外中心にシフトしていった時期と重なる。『地方競馬史 第四巻』104頁によると、ばんえい競馬の総売上に占める場外発売のシェアは昭和60年度に27.2%であったが、昭和63年度には54.7%となり、本場売上を上回るようになった。ホッカイドウ競馬も同様で、昭和60年度は総売上に占める場外発売のシェアが22.6%だったのが、昭和63年度には69.4%となっている。
開設以来、1階でばんえい競馬を、2階でホッカイドウ競馬を場外発売してきたが、ばんえい競馬は2009年に単独の専用場外「レラ・スポット北彩都」を旭川市内に開設し、移転した。
ばんえい競馬の場外発売終了後、空きスペースとなっていた1階は競輪の場外発売施設「サテライト旭川」に転用され、2011年9月17日より発売を開始した。2012年3月には旭川市生まれのタレント・矢部美穂を名誉所長に就任させるなどのテコ入れも行われたが、売り上げの不振を理由に2012年10月1日限りで車券の発売を終了し、わずか1年あまりで閉鎖となった。発売最終日以降は有効期間が残存している的中車券の払戻業務のみ行い、12月1日の払戻業務をもって閉鎖した。
施設が老朽化し耐震上の問題があることや駐車場が不足していることなどの理由から、2018年3月18日限りで施設全体が閉鎖された。ホッカイドウ競馬の場外馬券発売所は市内のショッピングセンター「アモールショッピングセンター」内に「Aiba旭川」として移転開設され、2018年3月28日に営業を開始した。なお、当施設の跡地は地元のバス会社である旭川電気軌道が建物付きで取得し、建物の解体後に当面はバス待機場として利用しながら将来の活用法を探るという。

## 施設概要
北側にある正面入口のほか、南側の駐車場にも出入口が設けられている。館内にエレベーターやエスカレーターは設置しておらず、2階のホッカイドウ競馬発売所へは階段を利用する。場内は全て自由席。2012年11月より一部座席が禁煙席となり、分煙化された。

### 1階（サテライト旭川）
※2012年12月1日をもって閉鎖。
設備・施設
収容人員：696人
座席数：288席
自動発払機：6台
有人払戻窓口：3窓
映像モニター：65型モニター2台、42型4連モニター4台

### 2階（ホッカイドウ競馬旭川場外発売所・J-PLACE旭川）
2013年3月23日より、2階発売所において日本中央競馬会からの委託によりJRAの全レース場外発売を開始した（JRA発売時は「J-PLACE旭川」と呼称）。長年電話・インターネット投票でしか購入できなかったJRAの馬券がようやく旭川市内でも購入可能となった。
前述の通り、2018年3月18日をもって閉鎖され、同年3月28日よりAiba旭川に移転する。
設備・施設
自動発売機：10台
自動払戻機：3台
有人払戻窓口：1窓
オッズ表示・実況モニター
専門紙販売コーナー
そば・軽食コーナー

## アクセス
- JR旭川駅・旭川四条駅から徒歩約15分

## 発売されている投票券の種類
全レース100円単位。
○…発売 △…他地区場外発売のみ ×…発売なし

### 1階
函館競輪場の場外発売を中心に、全国各地の競輪場を発売していた。
2012年10月1日をもって、車券の発売を終了した。

### 2階

#### ホッカイドウ競馬
他地区の広域場外発売時は、各主催者が発売している賭式に準じてすべての賭式を発売する。
なお、枠単を発売する場合でも枠単のオッズ表示は行わない。
| 単勝 | 複勝 | 枠番連複 | 枠番連単 | 馬番連複 | 馬番連単 | ワイド | 3連複 | 3連単 |
| ---- | ---- | -------- | -------- | -------- | -------- | ------ | ----- | ----- |
| ○    | ○    | ○        | △        | ○        | ○        | ○      | ○     | ○     |

#### 日本中央競馬会
当日開催している競馬場の全競走を発売。
GI競走に限り、前日発売も実施。
| 単勝 | 複勝 | 枠番連複 | 枠番連単 | 馬番連複 | 馬番連単 | ワイド | 3連複 | 3連単 |
| ---- | ---- | -------- | -------- | -------- | -------- | ------ | ----- | ----- |
| ○    | ○    | ○        | ×        | ○        | ○        | ○      | ○     | ○     |